# 日産・フーガ
フーガ（FUGA）は、日産自動車が販売していたEセグメントクラスの高級乗用車である。

## 概要
2004年10月、40年以上の歴史を持つセドリックおよびグロリアの後継車として発売された。型式には6代目以降のセドリック、7代目以降のグロリアと同様に「Y」が採用されているが、セドリック/グロリアのそれまでのイメージを変えるために新名称「フーガ」へと車名が変更された。数字も「Y35」ではなく「Y50」となり、10の位が3からエルグランドなどと同じ5へと変更されることとなった。
また、セドリック/グロリアの最終型であるY34型と同様、北米市場ではインフィニティの「Mシリーズ」2014年モデルより「Q70」）として販売されているほか、他のインフィニティブランド展開地域でも同名称で販売されている。
なお、中国市場では2005年6月に日本国外で唯一「フーガ」としてこのモデルが発売されたが、2007年のインフィニティブランド中国進出以降は中国国内でも「M」として販売されており、こちらも2014年モデルより「Q70」に改称されている。

## 初代 Y50型（2004年-2009年）

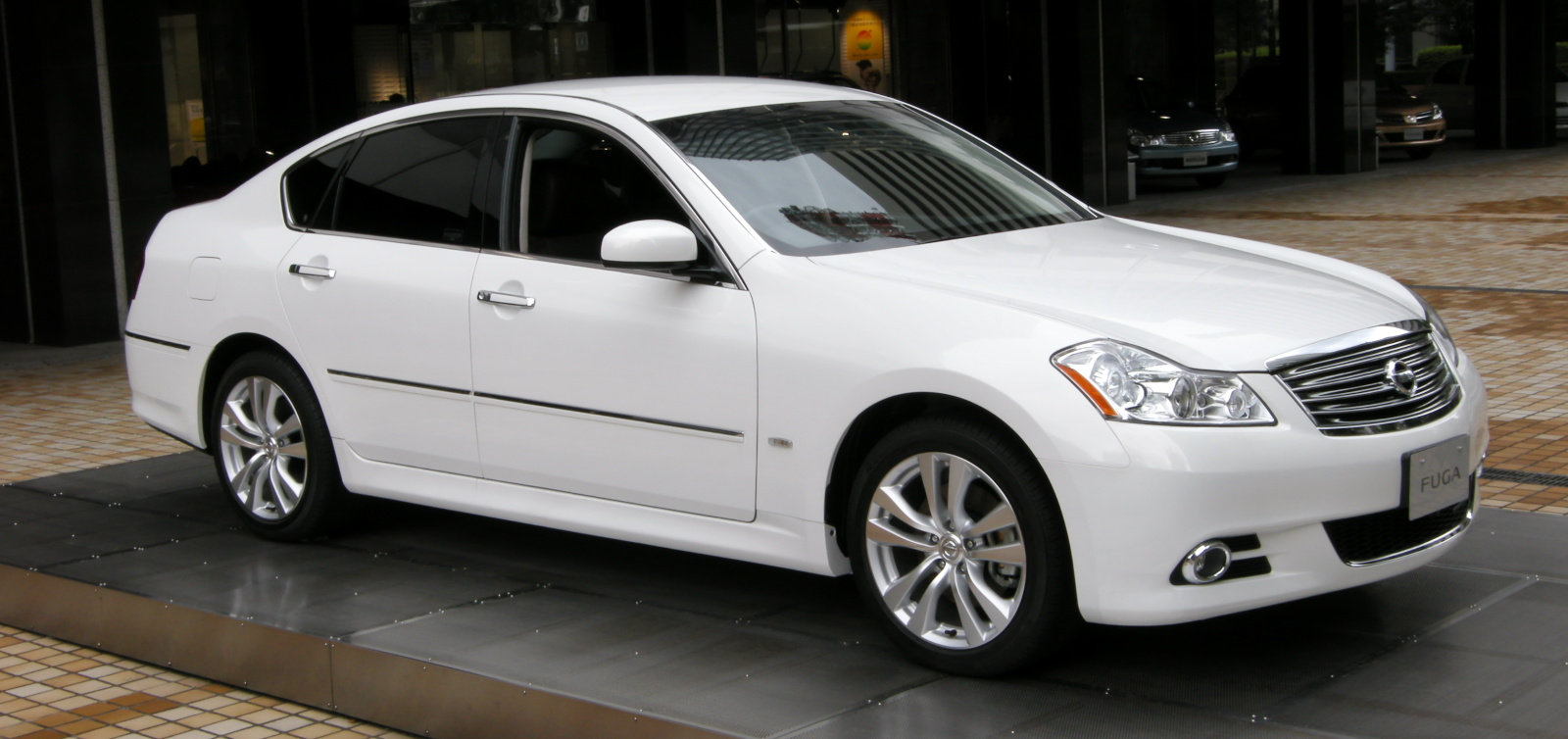
後期型450GT

2004年10月に発売。デザインは2003年の東京モーターショーで発表されたコンセプトカー、「フウガ」をベースとしている。搭載するエンジンはV6 2.5L VQ25DEおよび同3.5L VQ35DE型を搭載。2005年8月よりV8 4.5Lエンジンを搭載するモデルも追加された。トランスミッションは全車5速ATとなる。
2007年12月にはマイナーチェンジが行われ、外装の大幅な変更のほか、2.5Lおよび3.5LエンジンがそれぞれVQ25HR型、VQ35HR型に変更された。

## 2代目 Y51型（2009年-2022年）

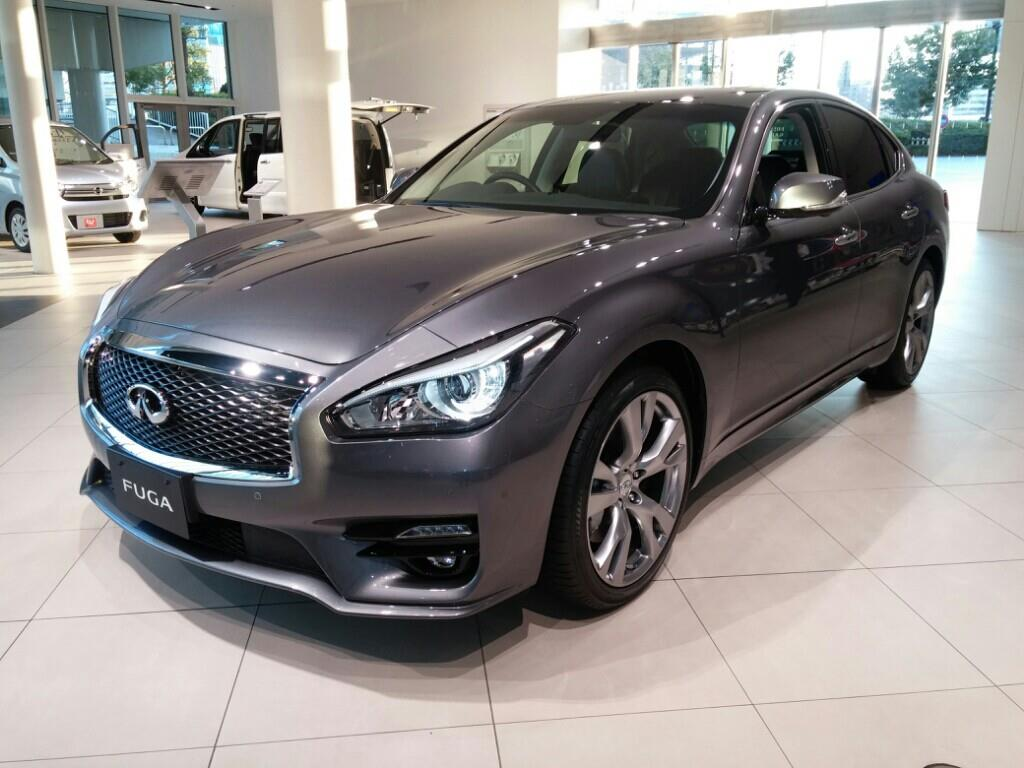
2015年12月改良型　370GT Type S フロント (2015.12 -)

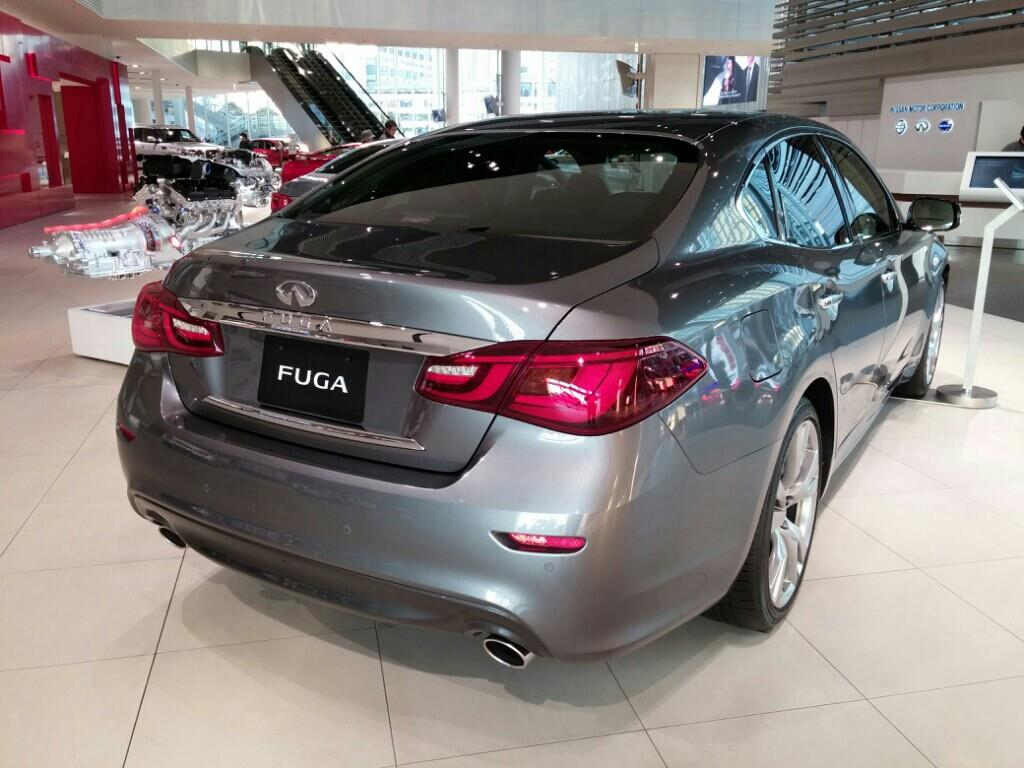
2015年12月改良型　370GT Type S リヤ (2015.12 -)

日本仕様車は2009年の東京モーターショーで発表され、北米仕様車は先に2009年8月にCGと写真が公開された。2009年11月に発売。搭載するエンジンは2.5Lは先代後期型と同型のVQ25HR型、3.5LエンジンはVVEL採用の3.7L VQ37VHR型エンジンに変更された。また2010年11月には、3.5Lエンジンを搭載するフーガハイブリッドが追加された。北米仕様車にはV8 5.6LのVK56VD型エンジンが、欧州仕様車や韓国仕様車にはV6 3.0LのV9X型ディーゼルエンジンもしくはメルセデス・ベンツ製の2.2LOM651型ディーゼルエンジンが搭載されるが、いずれも日本仕様車への搭載は予定されていない。トランスミッションには、ハイブリッドを含めた全車に7速ATが採用される。
2010年8月に、シーマ（F50型）及びプレジデントがそれぞれ生産中止になった事を受けて、2012年5月にシーマがHGY51型として生産再開するまで、一時的に日本市場における日産のフラッグシップセダンとなった。
2012年7月から2016年11月まで、三菱自動車へ「プラウディア」の車名でOEM供給されていた。
2015年2月にビッグマイナーチェンジが行われ、外観デザインと先進安全装備が刷新された。フロントグリルにはV37型スカイライン同様にインフィニティのエンブレムが装着された。アルミホイールのセンターキャップやステアリングパッド、ナビ起動時なども同様に目に見える部分全てがインフィニティロゴとなった。また、各種広告において、日産のCIを一切出さず「NISSAN MOTOR CORPORATION」と表記し、日産ブランドからの離脱およびインフィニティブランドへの移行をアピールした。なお、V37型スカイラインは2019年7月のビッグマイナーチェンジで日産エンブレムに戻ったため、2019年12月の仕様向上までは日産の日本販売車種で唯一インフィニティエンブレムを装着している車種となっていた。同年5月までの累計販売台数は2万8926台。
外観はフロントグリル、ヘッドライト、前後バンパー、トランクリッド、リヤコンビランプ、リヤガーニッシュ、アルミホイールのデザインが意匠変更された。フロントフェンダーのサイドターンランプは廃止されドアミラー内蔵となり、リヤウインカー以外の灯火類は全てLEDとなった。尚、フロントのLEDウインカーは生産時期により輝度が異なる。リヤバンパーの形状変更により全長が4945mmから4980mmに延長された。
アルミホイールはロードノイズを低減する新高剛性となったほか、ボディーに遮音材、吸音材、制振材を追加し室内の静粛性の向上、サスペンションはショックアブソーバー内部の形状変更により、主に小刻みな振動やうねりのある路面での上下ショックを低減し乗り心地の向上も図った。
ボディーカラーは「プレミアムブラウン」「ダークメタルグレー」「ダークブルー」の新色3色を含む全7色となった。
室内はデザインに変更はなく、前後席灰皿の廃止(内部は植毛処理となり小物入れに変更)、前席シガーソケットの廃止(ACソケットに変更)後述の先進安全装備類のスイッチが追加された程度であった。
グレードはHYBRID VIP、HYBRID、HYBRID Aパッケージ、370VIP、370GT、370GT Aパッケージ、370Type S、250VIP、250GT、250GT Aパッケージ、370GT FOUR、370GT Aパッケージとなる。リヤのグレード名エンブレムは廃止され、車名一体型のメッキフィニッシャーのみとなった。VIPは、専用リヤセンターアームレストに、オーディオ/エアコン/リヤシートのリクライニングとヒーター/電動リヤサンシェードの各コントロールスイッチ、プッシュ式カップホルダーが内蔵される。また、本革パッケージが標準装備となり、後席読書灯と吸音・消臭機能つきのプレミアムフロアマットが特別装備(ディーラーオプション)、リヤサスペンションには乗り心地重視のコンフォートサスペンションが装着される。Type Sには、ワイド＆ローを強調した専用デザインのフロントバンパー、20インチアルミホイール、4WAS(4輪アクティブステア)などが装着される。廉価グレードであるAパッケージは、電動チルト＆テレスコピックステアリング、プラズマクラスターとアロマディフューザー付きのフォレストエアコン、後述の先進安全装備などが省かれる。
先進安全装備は、フロントバンパー内蔵の新型ミリ波レーダーで2台前を走る車両の動きを検知し、前方車両の急な減速を予測し玉突き事故などを低減させるFCW(前方衝突予測警報)、約60Km/hでも衝突回避が可能なエマージェンシーブレーキ、フロントウィンドウ上部にある単眼カメラで検知するLI(車線逸脱防止支援システム)/LD(車線逸脱警報)、BSW(後側方車両検知警報)/BSI(後側方衝突防止支援システム)、BCI(後退時衝突防止支援システム)、MOD(移動物検知)機能及び駐車機能を追加したアラウンドビューモニターを採用し「全方位運転支援システム」となった。そのほか、インテリジェントペダル(車間距離維持支援システム)、インテリジェントクルーズコントロールも装備。これらの先進安全装備は、廉価グレードである「Aパッケージ」以外の全グレードに標準装備となった。Aパッケージはアラウンドビューモニターのみが標準装備となる。
2015年12月21日に一部仕様向上と特別仕様車が発表された。一部仕様向上においては、外観リヤにもインフィニティエンブレムを追加、Aパッケージにもエマージェンシーブレーキが標準装備となった。特別仕様車においては「クールエクスクルーシブ」が追加された。250GT、370GT、370GT type S、HYBIRID、370GT FOURをベースに、ストーンホワイト・ハイコントラストインテリアと称し、ストーンホワイトカラーの本革シート、ハイコントラストカラーのドアトリム/コンソールリッド、前席エアコンディショニングシート、前席シートバックグリップベルト、ミッドナイトブラックカラーのフロントグリル、BOSE®サラウンドシステムが特別装備となる。
2017年11月28日に仕様向上が発表された。フロントウィンドウガラス、フロントドアガラス、リヤドアガラスに遮音ガラスを採用し、より静粛性を向上させた。なお、運転席にあるリヤ電動サンシェード(VIPグレード専用装備)とトランクリッドのスイッチ、VDCとBSWのON/OFFスイッチは、ガンメタリック塗装＋メッキガーニッシュが廃止され形成色の黒のみとなった。
2019年12月23日に仕様向上が発表された。安全装備として「踏み間違い衝突防止アシスト」「ハイビームアシスト」を追加し全車標準装備された。また、Aパッケージにも「インテリジェント クルーズコントロール」「FCW」「ECOペダル」が標準装備となった。また、アラウンドビューモニターのセンサー感知音が変更された。「ニッサン インテリジェント モビリティ」を具現化する事に伴い、フロント及びリアのエンブレムがインフィニティのエンブレムから日産エンブレムに変更され、事実上日産ブランドに復帰した。
2022年5月16日特別仕様車が発表された。日産のカスタムカーを制作する旧オーテックジャパンの「日産モータースポーツ＆カスタマイズ株式会社」とコラボレーションモデルである「PREMIUM SELECT EDITION」が限定100台で発売された。HYBRIDと370GT Type Sグレードをベースに、ダークフィニッシュカラーを施したフロントグリルモール、フロントバンパーモール(HYBRIDのみ)、フロントバンパー/フォグランプフィニッシャー/18インチアルミホイール(HYBRIDのみ)、トランクフィニッシャー、リヤアンダーバンパー、本革パッケージ(前席シートバックグリップベルト(HYBRIDのみ)、本革シート(抗菌仕様)、電動ガラスサンルーフが特別装備された。
2022年8月31日生産終了。電気自動車（EV）などの電動化技術に経営資源を集中するため、シーマやスカイライン（ハイブリッド）とともに生産を終了。これにより、「フーガ」の商標は18年の歴史に幕を下ろすこととなり、セドリック時代から通算62年、グロリア時代から通算63年続いた高級セダンの系譜も消滅した。今後は既存のセダンであるスカイライン（V37型）のガソリン車、電動CUVのアリア、高級ミニバンのエルグランドが実質的な後継車となる。

## 販売
販売目標台数は初代前期型が2,000台/月、初代後期型が620台/月、2代目が800台/月となる。
2009年11月に2代目 (Y51) にモデルチェンジされた際には、初代モデル (Y50) の値崩れ防止のため、日産としてはGT-R (R35) に次いで2例目となる認定中古車制度が開始されている。

## 車名の由来
車名の「FUGA」は音楽用語の「フーガ (Fuga) 」および日本語の「風雅」から来ており、「（音楽形式の）フーガのような調和」と「上品で優美さ（風雅）」という意味が込められている。複数の旋律を積み重ねた楽曲構成のように、「優美さ」と「ダイナミックさ」が調和した状態を表現している。